# Bolognai Gellért
Bolognai Gellért (latinul: Gerardus Bononiensis, olaszul: Gerardo da Bologna), (1255 – Avignon, 1317. április 17.) középkori itáliai filozófus és teológus.
Karmelita szerzetes volt, és a Párizsi Egyetemen tanított. Quodlibetek, Quaestio disputaták és egy Summa theologica maradt utána. Nézetei egy részére Godofredus de Fontibus hatott (az értelem és az akarat radikális passzivitásának tana), univerzálé elmélete viszont önálló. Azt tanítja, hogy az absztrakció csupán egyedi zavaros ismeret, az univerzálé pedig zavarosan megismert egyediség. Elveti a létezés és a lényeg közötti különbséget, és elutasítja az anyag általi egyediesítés gondolatát is.